# کافایاته
کافایاته (به اسپانیایی: Cafayate) شهری است که در منطقه مرکزی Valles Calchaquíes در استان سالتا آرژانتین واقع شده است. این شهر در ارتفاع 1683 متری (5522 فوت) بالاتر از سطح متوسط دریا، در فاصله 189 کیلومتری (117 مایلی) از شهر سالتا و 1329 کیلومتری (826 مایلی) از بوئنوس آیرس قرار دارد. حدود 12000 تن سکنه دارد.

## خصوصیات
کافایاته ۱۱٬۷۸۵ نفر جمعیت دارد و ۱٬۶۸۳ متر بالاتر از سطح دریا واقع شده‌است.

## نگارخانه

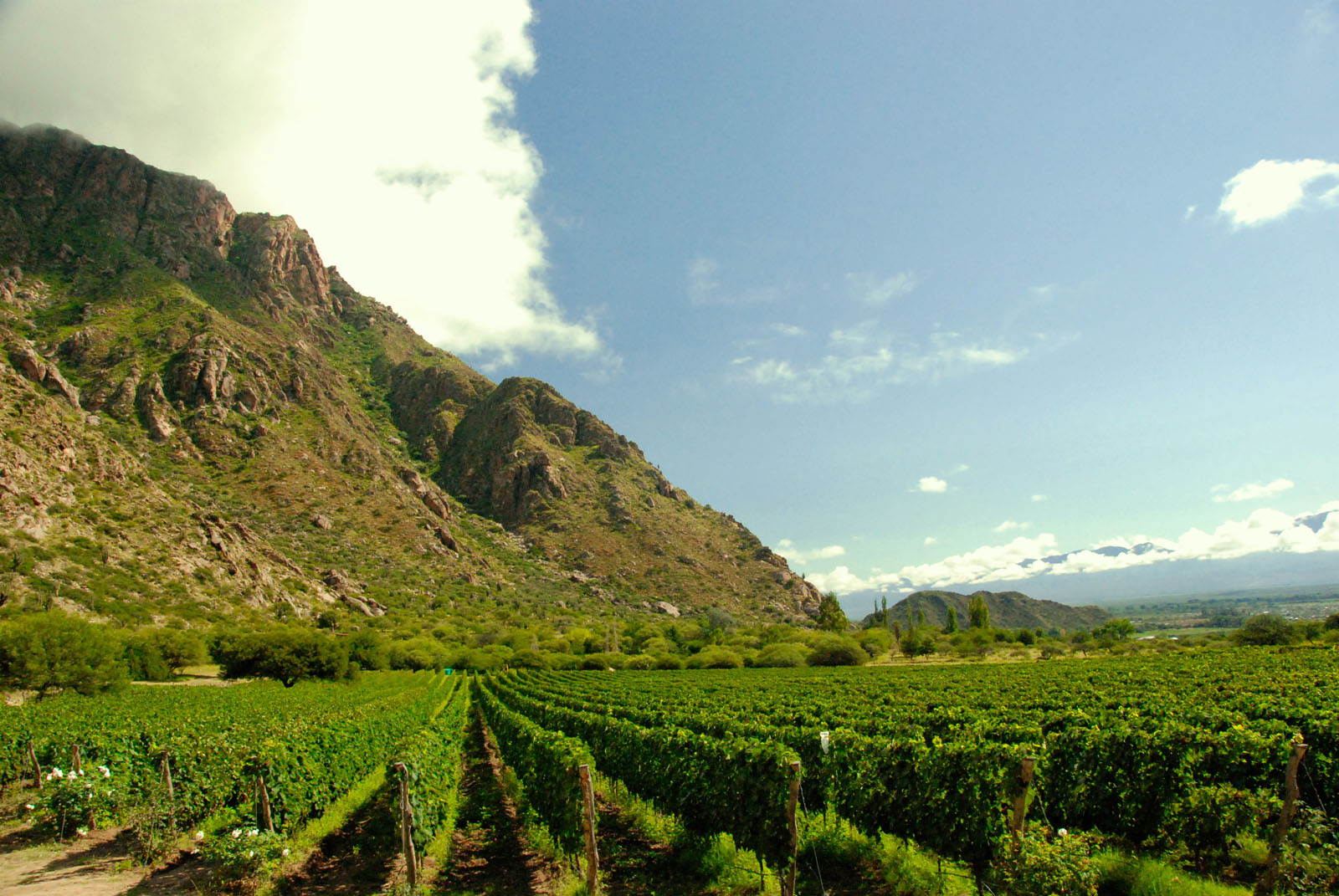
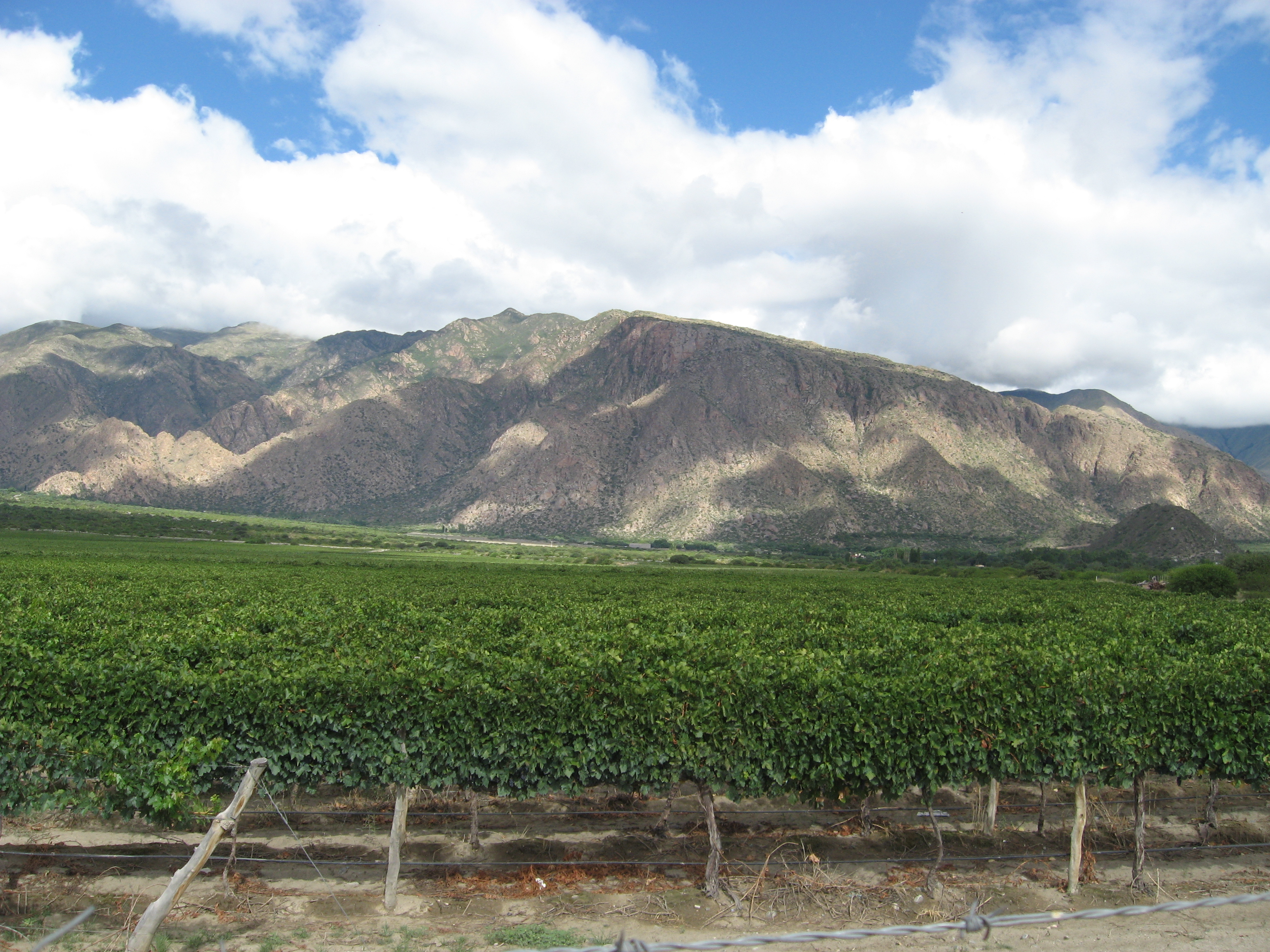
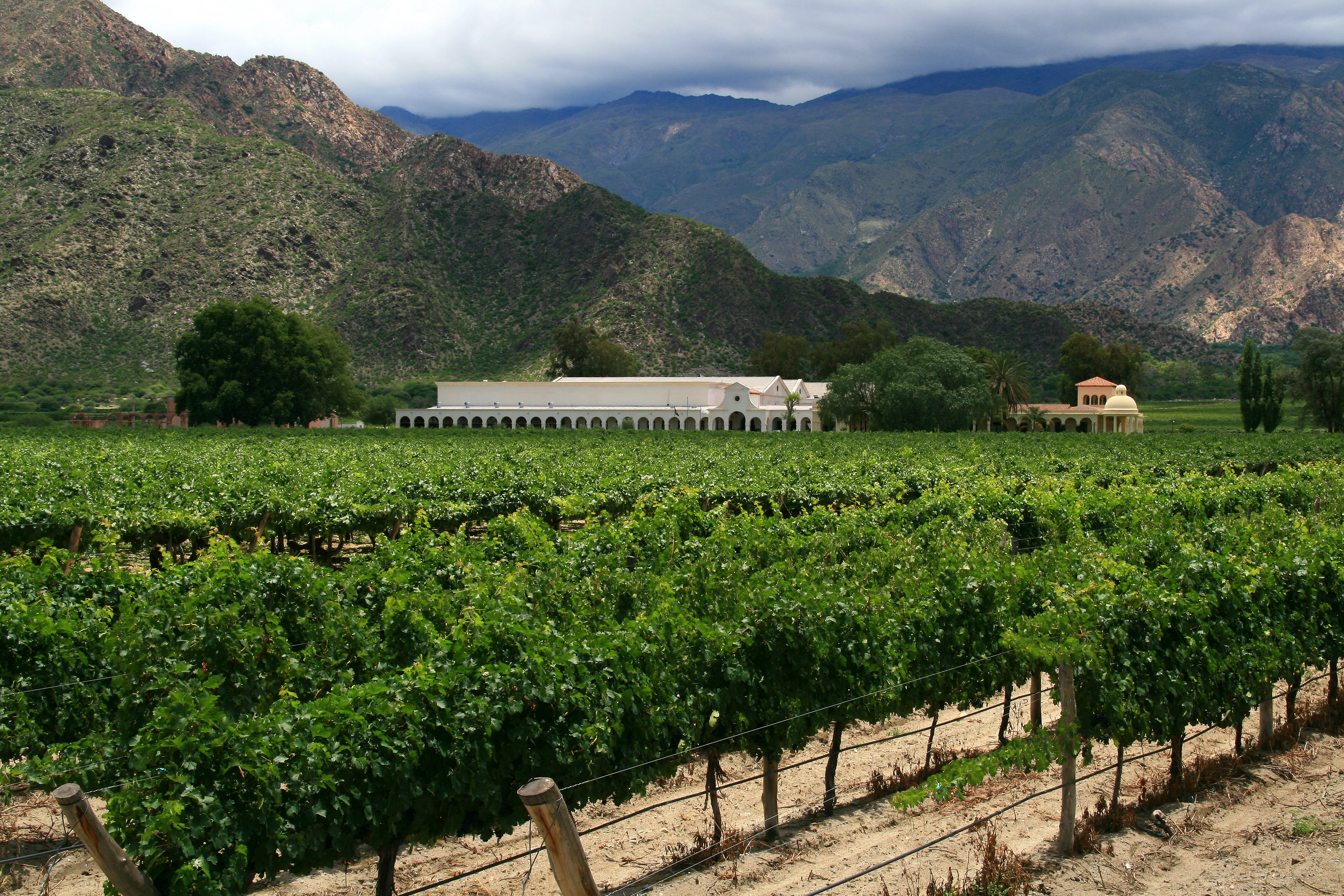
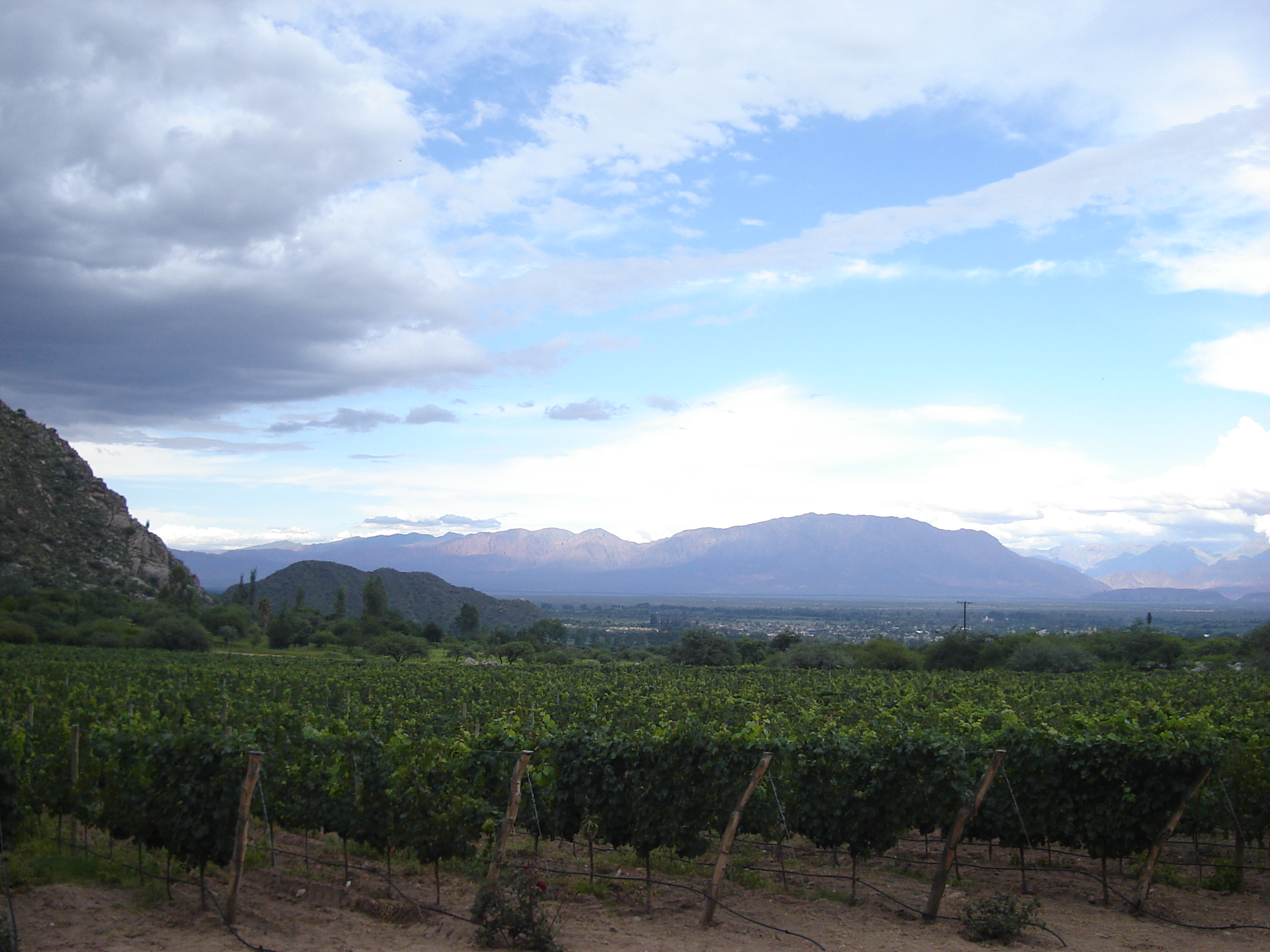
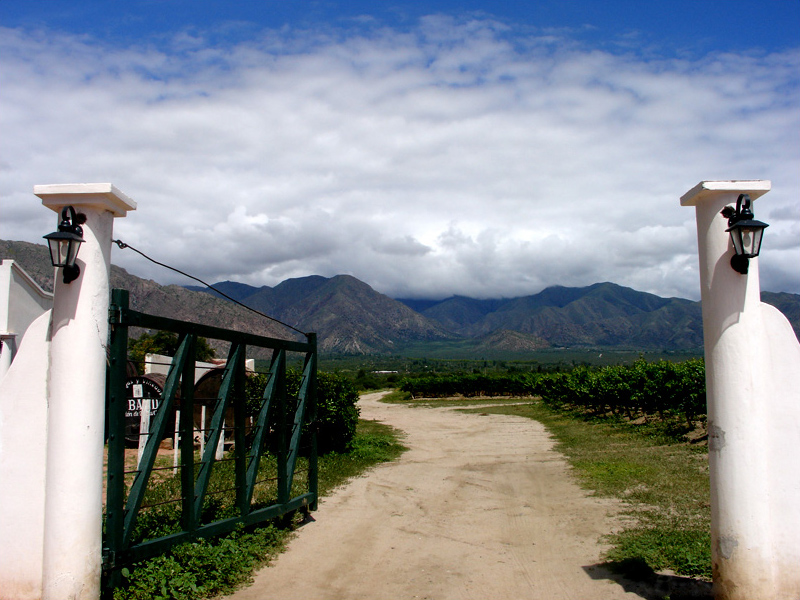
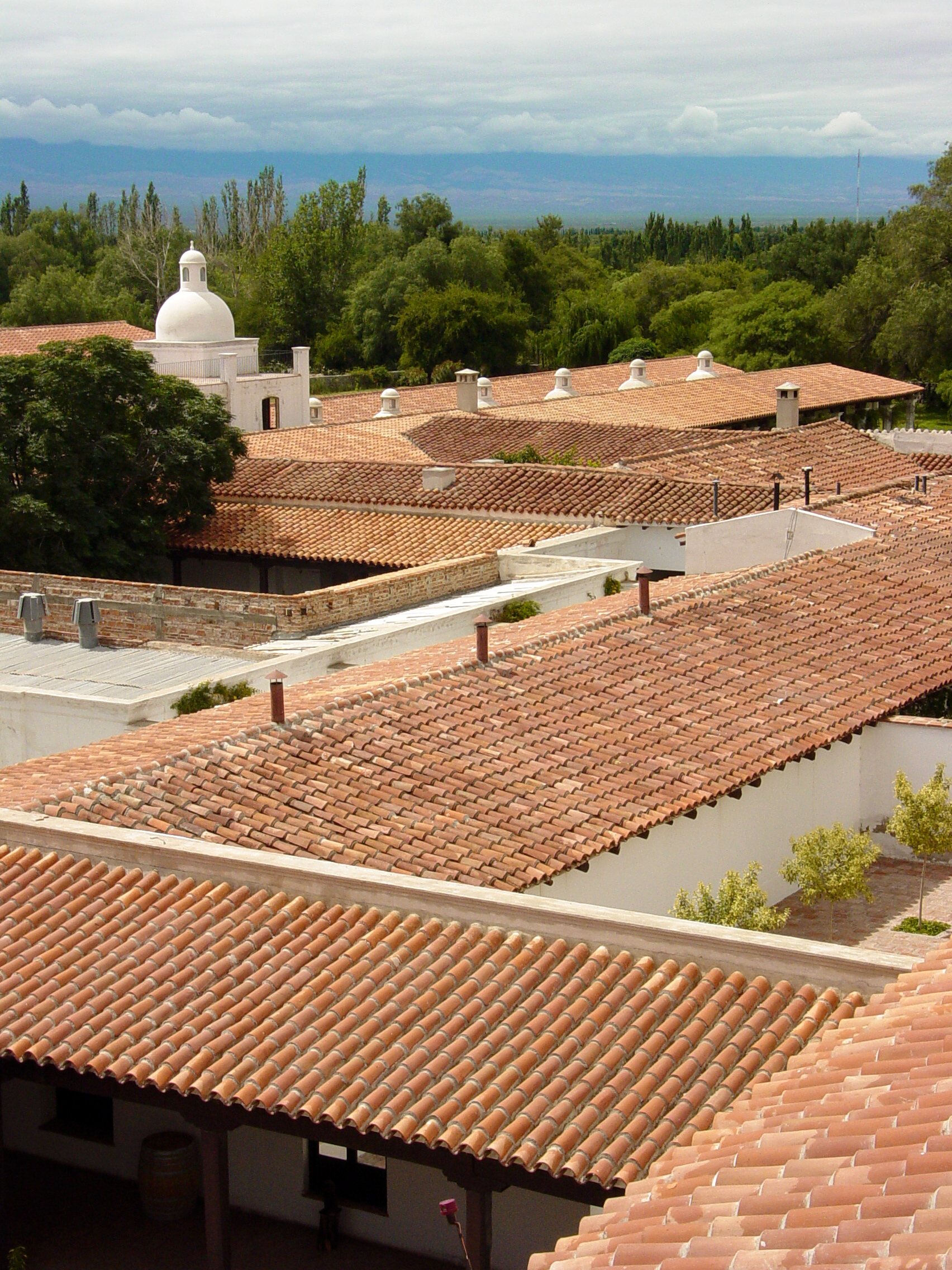